# تيغيست غاشاو
تيجيست غاشاو بيلاي (ولدت في 25 ديسمبر 1996) عداءة مسافات متوسطة بحرينية الجنسية إثيوبية المولد. مثلت البحرين في دورة الألعاب الأولمبية الصيفية 2016 وفشلت في تخطي الدور الأول. في وقت سابق فازت بالميدالية الذهبية في بطولة العالم للشباب لألعاب القوى 2013 في بلدها السابق إثيوبيا.

## المسابقات الدولية
| العام        | المسابقة                                  | المكان                  | المركز       | حدث          | ملاحظة       |
| مثلت إثيوبيا | مثلت إثيوبيا                              | مثلت إثيوبيا            | مثلت إثيوبيا | مثلت إثيوبيا | مثلت إثيوبيا |
| ------------ | ----------------------------------------- | ----------------------- | ------------ | ------------ | ------------ |
| 2013         | بطولة العالم للشباب لألعاب القوى 2013     | دونيتسك، أوكرانيا       | 1            | 1500 متر     | 4:14.25      |
| 2013         | بطولة أفريقيا لألعاب القوى للناشئين 2013  | بامبوس، موريشيوس        | 2            | 1500 متر     | 4:12.38      |
| مثلت البحرين |                                           |                         |              |              |              |
| 2016         | بطولة آسيا لألعاب القوى داخل الصالات 2016 | الدوحة، قطر             | 2            | 1500 متر     | 4:22.17      |
| 2016         | الألعاب الأولمبية الصيفية 2016            | ريو دي جانيرو، البرازيل | 23           | 1500 متر     | 4:10.96      |
| 2017         | ألعاب التضامن الإسلامي 2017               | باكو، أذربيجان          | 4            | 1500 متر     | 4:21.31      |

## الأرقام القياسية

### خارجيا
- 800 متر - 2:05.11 (أميان 2014)
- 1500 متر - 4:05.58 (زيكيسفهرفار 2015)
- 3000 متر - 8:48.60 (الدوحة 2016)

### داخليا
- 1500 متر - 4:16.45 (إوبون 2016)
- 3000 متر - 8:55.89 (مونديفيل 2016)